# 十八鄉

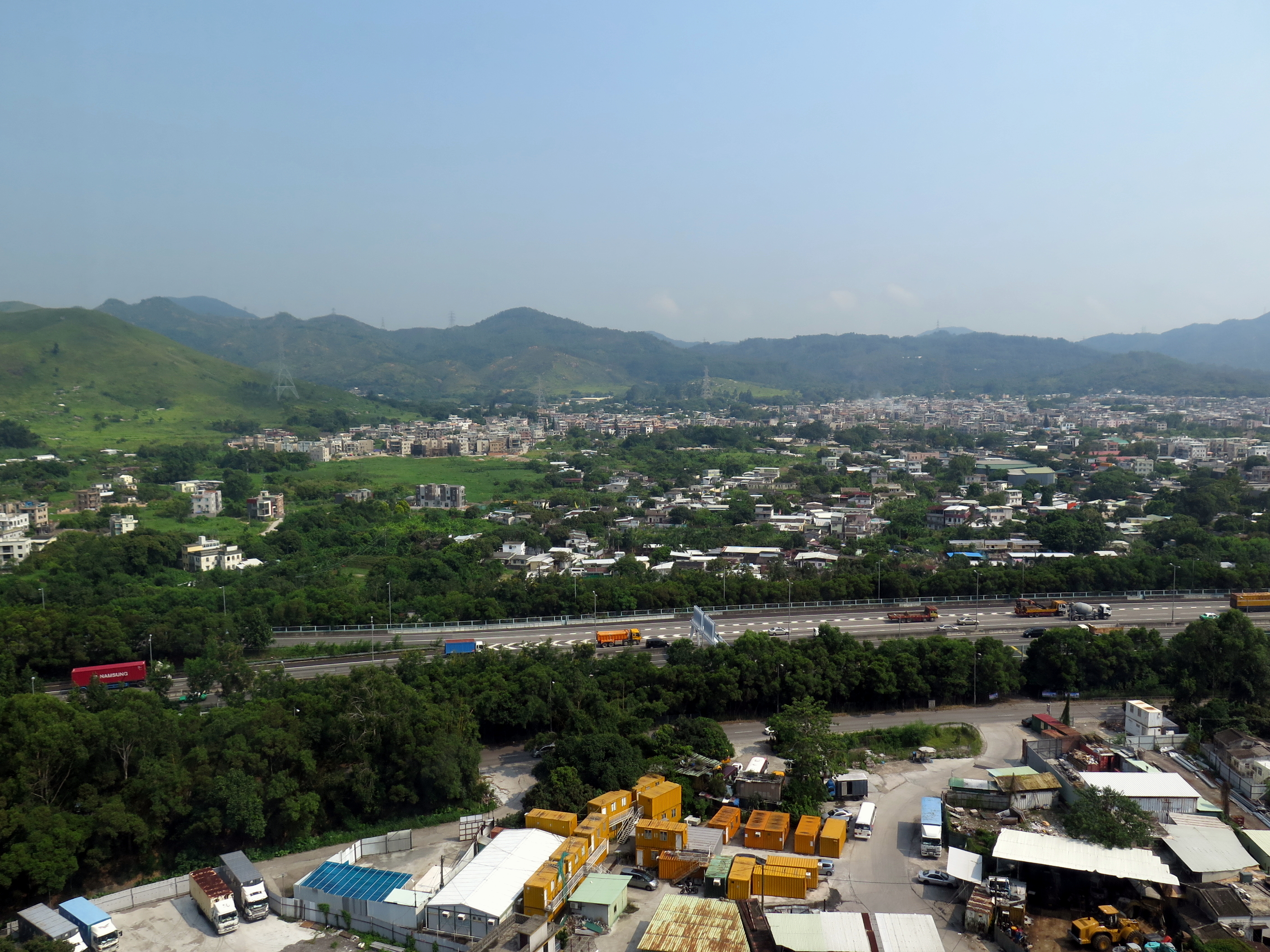
十八鄉

十八鄉（英語：Shap Pat Heung）位於香港新界元朗區，是元朗市中心東面及南面鄉村群的統稱，本身由十八個鄉村組成。十八鄉與屏山、厦村、八鄉、錦田和新田合稱「元朗六鄉」。唯經過多年發展，十八鄉現在已增至27個原居民村及4個居民村，合共31個村圍，故十八鄉不是單指原有的十八個鄉村而是地名。

## 歷史

### 大樹下天后廟

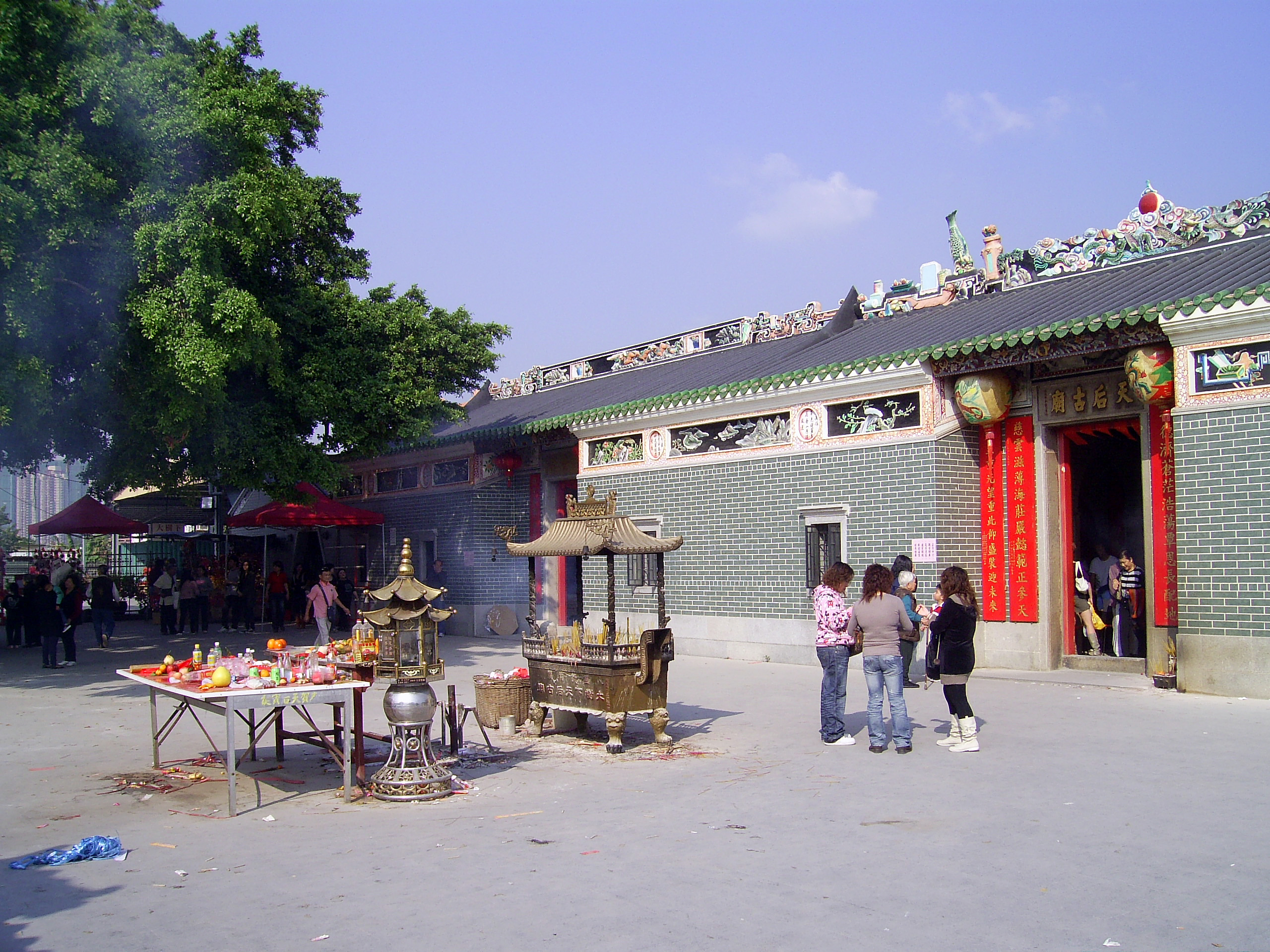
大樹下天后廟

元朗大樹下天后廟始建於明朝中葉，迄今已有三百多年歷史，位於十八鄉瓦窰頭，由於廟宇處於一棵大榕樹之下，因而得名。
昔日元朗河由上游的南坑流入后海灣，中段為高原地帶，當中矗立一棵大樹，大樹四周為一片沼澤，西面是「蛋家灣」，東面則稱為「蛋家埔」，附近漁民把船停泊在河邊，並於大樹下休憩。其後漁民更在這裡修建一座天后廟，祈求風調雨順、作業平安。沿河聚居的村民日漸增加，多個村莊先後成立，主要租用附近大宗族——錦田鄧氏的田地耕種，並結成鄉約，守望相助，「十八鄉」也就逐漸成形。由於是雜姓佃農村落，没有統一的宗族祠堂，惟有合力擴建大樹下天后廟，將其由漁民的廟宇變成農民的廟宇，為十八鄉居民參拜天后的聖地，亦是當地凝聚團結的象徵。
十八鄉農民須定期向錦田鄧氏交租，所交糧食以斗為單位。清朝廣東藩司（即廣東布政司）會向地主頒發標準規格的倉斗，以求計量單位統一。乾隆三十八年（公元1773年），鄧氏地主以藩司頒發的倉斗已經壞爛為由，改用從前的舊斗來量收租穀。舊斗比新斗更大，而收租斗數不變，等於增加了租穀，引起佃農不滿，故而連續兩年拒絕交租；乾隆四十一年（公元1776年），鄧氏帶同僕人到十八鄉追討，更強行牽走牛、豬作抵償，雙方發生打鬥，一名村民受傷而死，十八鄉村民因而上控至廣東巡撫。最終打死村民的兇手被判絞刑，官府更下令鄧氏不准再用大斗加收田租。
乾隆五十一年（公元1786年），廣州府新安縣知縣在元朗豎立石碑記錄訴訟內容和判決，此碑後來被放置在大樹下天后廟內，而另一塊相同的石碑則置於錦田鄧氏所控制元朗舊墟的大王古廟內。十八鄉佃農明白聯合起來便有實力抗衡地主壓迫，此後村民便不斷強化對天后娘娘的崇拜，以大樹下天后廟為十八鄉一個整體的信仰中心，團結各村。

## 發展

### 屏風樓

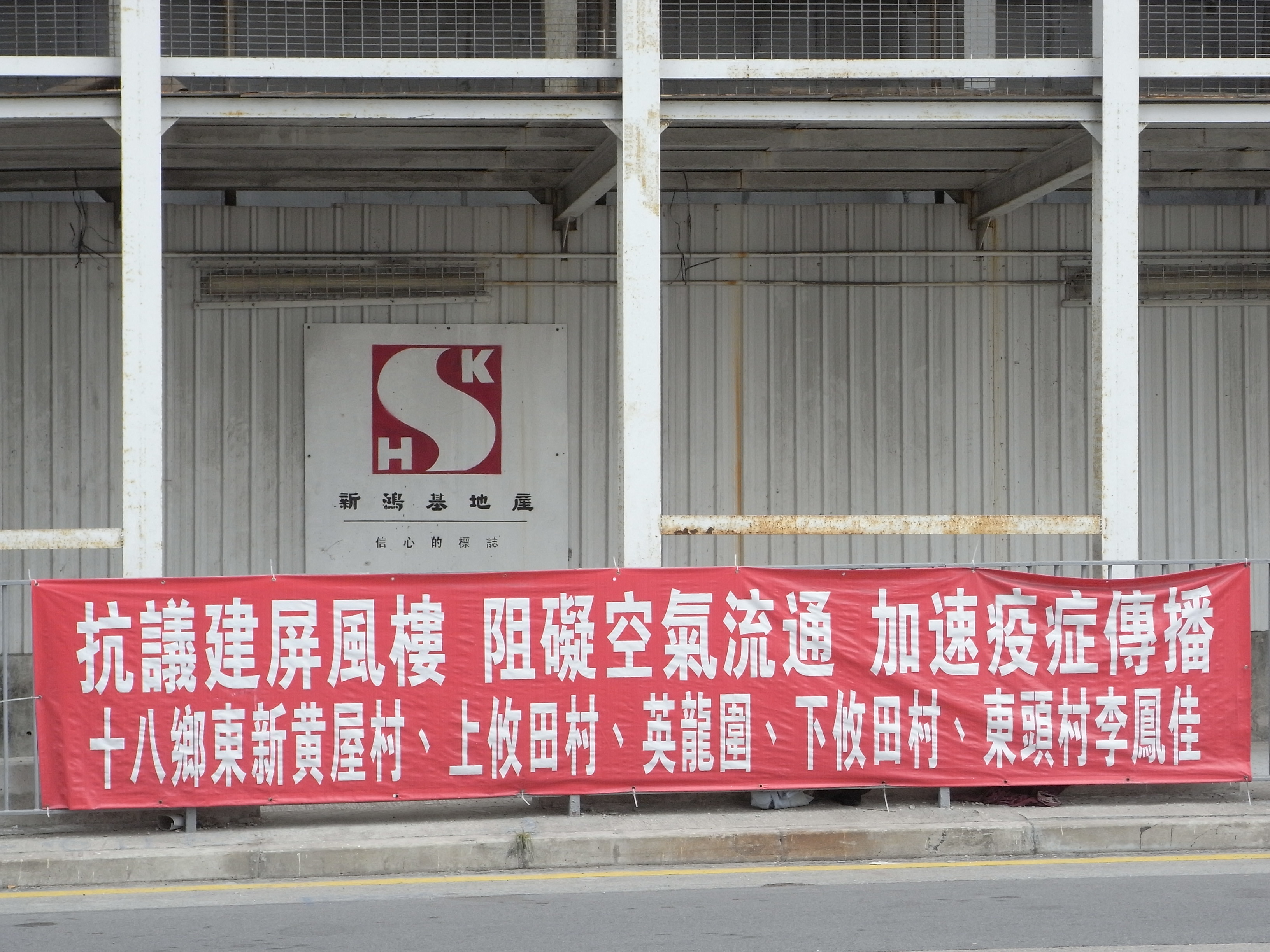
元朗多個鄉村居民抗議屏風樓標語，而該個由新鴻基地產發展的樓盤正位於十八鄉會所背後

由新鴻基地產發展位於雞地的YOHO Town是一項大型地產項目，整個發展項目於2003年開始，分為三期進行，第一期住宅於2004年6月入伙，而備受爭議的第二期於2010年10月入伙。
港鐵鄰近新元朗中心的元朗站南、北地盤，發展總樓面148.5萬平方呎，連同YOHO Town第二及三期在內，周遭有超過廿幢的數十層高大廈，密度過高，產生屏風及熱島效應。兩地盤包括一個10.66萬平方呎的商場，以及6座住宅，南、北地盤各建3座，樓高由23至47層高不等，提供1,876伙，7成屬於中小型單位。
相比2005年政府提出的方案，2014年新方案規模有所削減，減建三分一住宅座數，但區內居民和環保團體對方案仍不滿意，其中黃屋村村民擔心會造成屏風效應，破壞該村風水。但十八鄉鄉事委員會卻持相反意見，指出元朗區大部分村落都支持發展方案，認為能夠增加房屋供應及善用土地。

### 元朗南
元朗南的北面連接元朗新市鎮及洪水橋新發展區，而西面、南面及東面則被山坡和大欖郊野公園及自然保育區北部包圍。元朗南是元朗平原的一部分，元朗公路從中分隔開元朗南與元朗新市鎮。近年來當地的土地已轉變為荒廢農地、露天貯物場、鄉郊工業工場和倉庫，夾雜一些鄉村及其他居所，現有的住宅大多為低密度屋苑及原居民和非原居民鄉郊居所，主要集中在沙井路、唐人新村路及在大棠具發展潛力區的北部。
具發展潛力區佔地約216公頃，位於元朗新市鎮的南面及元朗公路、公庵路及大欖郊野公園之間，分別位於唐人新村及大棠一帶，其中四成三是「棕土」，約81%為私人土地，其餘為政府土地。與大部分新界土地情況相若，大多為形不規則，業權複雜，有些更屬「祖堂地」，而區內亦有些墳地。
經過初步技術評估和考慮公眾意見和指導原則後，政府為元朗南具發展潛力區擬備初步發展大綱圖，優化及善用具發展潛力區的土地發展潛力，整合露天貯物及鄉郊工業用途；可容納人口約80,200，並提供約26,100個房屋單位及10,900就業機會，預計最早可於2025年遷入。當局建議公私營房屋比維持六比四，元朗南擬設5個規劃區：
1. 「都會生活區」鄰近元朗新市鎮的地區，提供中至高密度的住宅發展，將建5,000個私人及9,800個公共房屋單位，有約91,000平方米的商業樓面面積；
2. 「樂活生活區」位於大欖郊野公園邊緣，作中低密度發展，將建9,700個公、私營房屋，另擬活化區內一段元朗明渠，成為區內特色景觀；
3. 「花園城區」靠近元朗公路唐人新村一帶現時已有住宅發展，故只作低密度發展，將建1,600個私人房屋；
4. 「田園地帶」位於唐人新村南部，結合常耕農地，保留次生樹林、河溪及其他自然景觀，展現元朗的鄉郊傳統，提供如有機農耕、農墟及其他休閒康樂活動，並設觀景單車徑；
5. 「就業帶」位於元朗公路旁，設有5公頃露天儲物用地，區內亦有586,000平方米的鄉郊工業樓面面積，提供就業。

當局同時建議研究引入環保交通系統，另擬建一條新路連接公庵路至元朗公路，穿越新發展區的不同地帶，加強元朗南與周邊的連繫。
現時具發展潛力區內的原居民村如唐人新村，會劃為住宅用途，村內約2,000名居民不受影響，而餘下的非原居民村，只有沙井村及天龍村獲保留，涉及約100個構築物。但時任十八鄉鄉事委員會主席梁福元表示公庵路旁的大發村等仍有數十戶非原居民聚居，應獲同等對待。
雖然政府將「保育常耕農地」列為整個計劃的指導原則，保留唐人新村一帶的農田。可是自2012年政府提出元朗南發展計劃後，當地農友已面對地主加租、斷租、農地被破壞等問題，而部分農田雖然劃為「綠化用地」，但被人傾倒泥頭，採用「先破壞後發展」的手段。而位於公庵路全香港唯一的發泡膠回收場亦不獲續租。

## 鄉事委員會

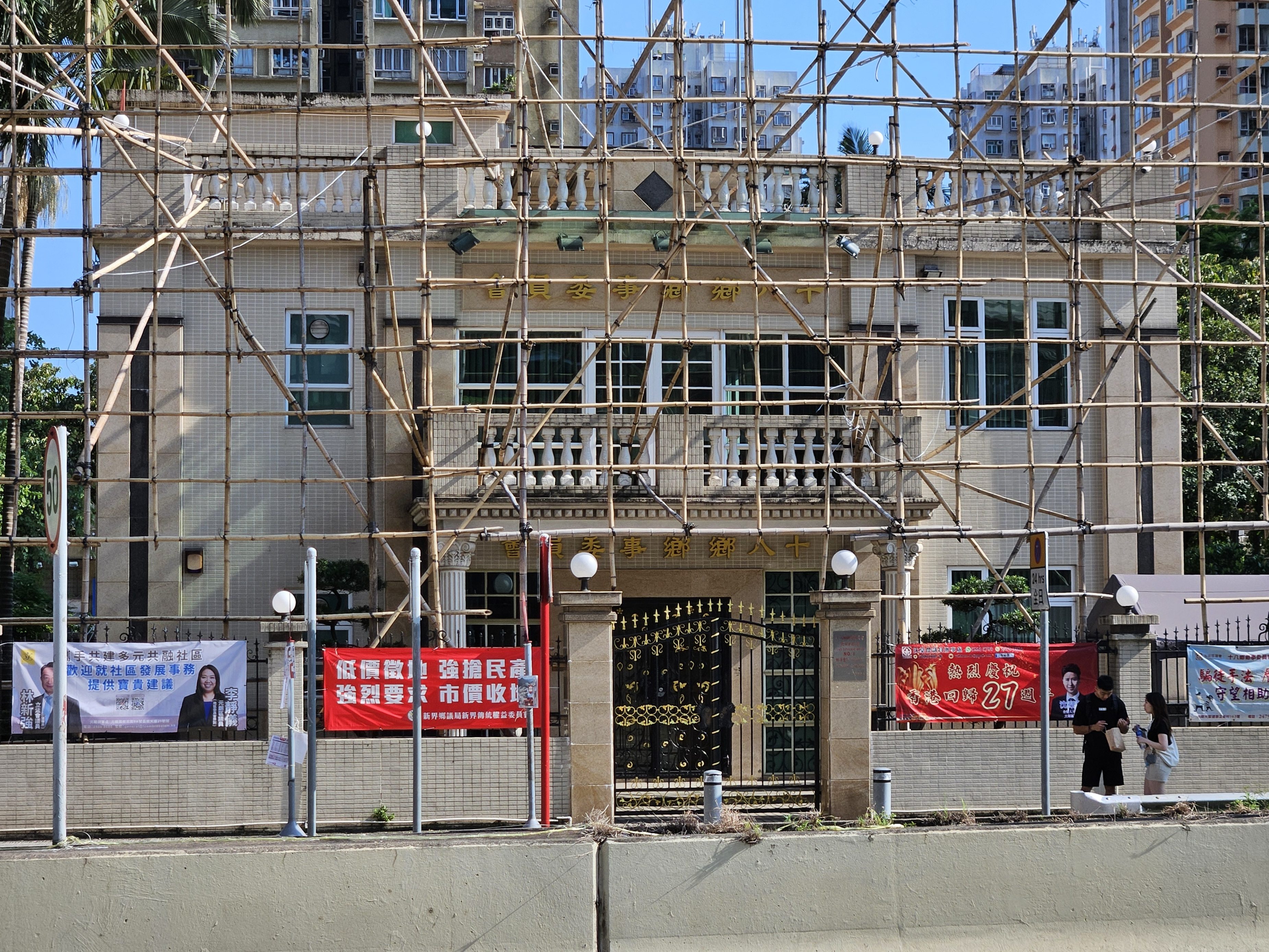
十八鄉鄉事委員會

十八鄉鄉事委員會於1949年成立，初時稱為「十八鄉鄉公所」，是官民溝通橋樑的民意代表機構，協助政府施政及維持地方秩序，調解村民糾紛，促進鄉村福利，改善地方衛生及清潔，發展農業及林務和培植教育與文化。
十八鄉事委員會會所位於元朗大馬路東端雞地，樓高兩層，上蓋面積2,800平方呎，是十八鄉各村代表集議之所。十八鄉事委員會成立初時租賃元朗大馬路尚義堂樓房為辦公室，直到1966年計劃覓地籌建永久會所，得到元朗理民府批准撥給現址官地4,000多呎作為興建用地。1968年向各村村民、花炮會、地方賢達及社團坊眾發起籌募建築會所經費，於翌年中籌得超過10萬港元，隨即招商競投，於1970年由新界民政署署長陸鼎堂、副署長魏德烈、元朗理民府鄧樂及新界鄉議局主席陳日新主持揭幕典禮。民政事務總署於2003年推行雙村長制，十八鄉村代表由45人增至71人，會所需要重建增大以符應用，加以興建年久，亟需修葺。2005年得到十八鄉公益社贊助重修經費200多萬元，另加新鴻基地產贊助50萬元及民政事務處的非經常性經費資助6萬元，招商承造重建，同年12月完工。

### 歷屆正副主席
| 屆數     | 任期        | 主席   | 副主席 | 副主席 |
| -------- | ----------- | ------ | ------ | ------ |
| 第一屆   | 1949-1952年 | 熊葉吉 | 簡恆泰 | 周惠農 |
| 第二屆   | 1952-1955年 | 熊葉吉 | 簡恆泰 | 周惠農 |
| 第三屆   | 1955-1958年 | 陳 達  | 蔡創業 | 林 榮  |
| 第四屆   | 1958-1961年 | 周自重 | 林 伙  | 龍天發 |
| 第五屆   | 1961-1964年 | 蔡創業 | 陳如松 | 李祥興 |
| 第六屆   | 1964-1966年 | 蔡創業 | 陳 秀  | 林 彥  |
| 第七屆   | 1966-1968年 | 蔡創業 | 陳 秀  | 林 彥  |
| 第八屆   | 1968-1970年 | 戴 權  | 黃武源 | 林 彥  |
| 第九屆   | 1970-1972年 | 戴 權  | 黃武源 | 林 彥  |
| 第十屆   | 1972-1974年 | 戴 權  | 黃武源 | 林 彥  |
| 第十一屆 | 1974-1976年 | 戴 權  | 黃武源 | 林 彥  |
| 第十二屆 | 1976-1978年 | 戴 權  | 黃武源 | 林 伙  |
| 第十三屆 | 1978-1980年 | 戴 權  | 黃武源 | 林 伙  |
| 第十四屆 | 1980-1982年 | 戴 權  | 李惠光 | 黃華昌 |
| 第十五屆 | 1982-1985年 | 戴 權  | 林沾光 | 張容帶 |
| 第十六屆 | 1985-1988年 | 戴 權  | 程光球 | 黃明光 |
| 第十七屆 | 1988-1991年 | 戴 權  | 程光球 | 黃明光 |
| 第十八屆 | 1991-1995年 | 戴 權  | 黃明光 | 林照權 |
| 第十九屆 | 1995-1999年 | 戴 權  | 黃明光 | 林照權 |
| 第廿屆   | 1999-2003年 | 戴 權  | 林照權 | 程振明 |
| 第廿一屆 | 2003-2007年 | 梁福元 | 駱鑑球 | 黃東強 |
| 第廿二屆 | 2007-2011年 | 程振明 | 林照權 | 葉振發 |
| 第廿四屆 | 2011-2015年 | 梁福元 | 駱鑑球 | 黃東強 |
| 第廿五屆 | 2015-2019年 | 梁福元 | 林照權 | 林添福 |
| 第廿六屆 | 2019-2023年 | 程振明 | 林照權 | 梁智峯 |
| 第廿七屆 | 2023-2027年 | 程振明 | 梁智峯 | 林盛興 |

## 村落
| 序號 | 照片                 | 村落名稱   | 著名景點                                     | 節慶 |
| ---- | -------------------- | ---------- | -------------------------------------------- | ---- |
| 01.  | 大棠村牌樓           | 大棠村     |                                              |      |
| 02.  | 山貝村牌樓           | 山貝村     |                                              |      |
| 03.  | 十八鄉五和大圍村牌樓 | 大圍村     |                                              | 五和 |
| 04.  | 下攸田村牌樓         | 下攸田村   |                                              |      |
| 05.  | 上攸田村             | 上攸田村   |                                              |      |
| 06.  | 大橋村門樓           | 大橋村     |                                              |      |
| 07.  | 木橋頭村牌樓         | 木橋頭村   |                                              |      |
| 08.  | 水蕉老圍村牌樓       | 水蕉老圍村 |                                              |      |
| 09.  | 水蕉新村門樓         | 水蕉新村   |                                              |      |
| 10.  |                      | 瓦窰頭     | 大樹下天后廟                                 |      |
| 11.  | 白沙村牌樓           | 白沙村     | 五奎書室、贊臣別墅                           |      |
| 12.  | 田寮村神廳           | 田寮村     |                                              |      |
| 13.  | 西邊圍牌樓           | 西邊圍     |                                              |      |
| 14.  | 東頭村               | 東頭村     |                                              | 五和 |
| 15.  | 南邊圍圍門           | 南邊圍     |                                              |      |
| 16.  | 南坑村牌樓           | 南坑村     |                                              |      |
| 17.  | 十八鄉五和英龍圍牌樓 | 英龍圍     |                                              | 五和 |
| 18.  | 紅棗田村             | 紅棗田村   |                                              |      |
| 19.  | 馬田村牌樓           | 馬田村     |                                              |      |
| 20.  | 深涌村牌樓           | 深涌村     |                                              |      |
| 21.  | 十八鄉東新黃屋村牌樓 | 黃屋村     |                                              | 五和 |
| 22.  | 黃泥墩村牌樓         | 黃泥墩村   |                                              |      |
| 23.  | 港頭村涼亭           | 港頭村     |                                              |      |
| 24.  |                      | 塘頭埔村   |                                              |      |
| 25.  |                      | 楊屋村     |                                              |      |
| 26.  | 十八鄉五和蔡屋村牌樓 | 蔡屋村     |                                              | 五和 |
| 27.  | 大旗嶺內的筱廬       | 大旗嶺     |                                              |      |
| 28.  |                      | 山貝涌口村 |                                              |      |
| 29.  | 崇正新村牌樓         | 崇正新村   | 慎德居                                       |      |
| 30.  |                      | 龍田村     |                                              |      |
| 31.  | 元朗舊墟玄關二帝廟   | 元朗舊墟   | 同益棧、晉源押、元朗舊墟大王古廟、玄關二帝廟 |      |

## 風俗

### 天后誕會景巡遊
十八鄉馳譽港九甚至國際間之盛事為每年農曆三月廿三日舉行天后誕會景巡遊大會，由十八鄉事委員會主持，每年該鄉轄屬各村圍及元朗墟各業界組成之花炮會，紛紛籌備精采會景節目，參加巡遊大會到大樹下天后廟進香酬謝神恩，當巡遊之時，吸引港九及國際遊客，極盡一時之盛。

## 著名地點

### 歷史建築
一級歷史建築
- 慎德居（崇正新村）

二級歷史建築
| - 適廬主樓及門樓（楊家村） - 崇正新村176號（崇正新村） | - 俊芳程公祠（水蕉新村） - 大樹下天后廟（瓦窰頭村） | - 龍田書室（龍田村） |

三級歷史建築
| - 會仙橋 - 南坑村5號（南坑村） - 大旗嶺村26號（大旗嶺村） - 大旗嶺村27號（大旗嶺村） - 大旗嶺村112號（大旗嶺村） - 大旗嶺村119號（大旗嶺村） - 大旗嶺村186、188號（大旗嶺村） - 子養書室（大旗嶺村） - 錦安廬（崇正新村） - 木橋頭村圍門（木橋頭村） | - 東頭村觀音古廟（東頭村） - 東頭村天后古廟（東頭村） - 福慶堂（神廳）（水蕉新村） - 福華書室（水蕉新村） - 俊華書室（水蕉新村） - 林氏宗祠（水蕉新村） - 振鳳林公祠（水蕉新村） - 覺民書室（水蕉老圍） - 張氏宗祠（水蕉老圍） - 田寮村神廳（田寮村） | - 田寮村圍門（田寮村） - 五奎書室（白沙村） - 贊臣別墅（白沙村） - 黃泥墩村12至14號（黃泥墩村） - 龍田村21號、22號（龍田村） |

## 區議會議席分佈
由於十八鄉部分地點被發展商收購後，興建成不同的私人屋苑，日漸城市化、融入元朗市中心。這類屋苑往往被劃入元朗市中心的選區範圍內，故十八鄉所包括的不單是以十八鄉為名的區議會選區。而在1991至2015年間，十八鄉的區議會議席主要包括十八鄉北及十八鄉南；而1982至1991年，十八鄉即被劃入元朗南郊選區。
| 年度/範圍                    | 2000-2003              | 2004-2007              | 2008-2011              | 2012-2015              | 2016-2019              | 2020-2023                  | 2024-2027                      |
| ---------------------------- | ---------------------- | ---------------------- | ---------------------- | ---------------------- | ---------------------- | -------------------------- | ------------------------------ |
| 東頭工業區以東、青山公路以北 | 十八鄉北及十八鄉南選區 | 十八鄉北及十八鄉南選區 | 十八鄉北及十八鄉南選區 | 十八鄉北及十八鄉南選區 | 十八鄉東選區           | 十八鄉北及部分十八鄉東選區 | 元朗市中心及部份元朗鄉郊東選區 |
| 元朗市中心以南、元朗公路以北 | 十八鄉北及十八鄉南選區 | 十八鄉北及十八鄉南選區 | 十八鄉北及十八鄉南選區 | 十八鄉北及十八鄉南選區 | 十八鄉中選區           | 十八鄉中選區               | 元朗市中心                     |
| 元朗公路、青山公路以南       | 十八鄉北及十八鄉南選區 | 十八鄉北及十八鄉南選區 | 十八鄉北及十八鄉南選區 | 十八鄉北及十八鄉南選區 | 十八鄉東及十八鄉西選區 | 十八鄉東及十八鄉西選區     | 元朗鄉郊東選區                 |

註：以上主要範圍尚有其他細微調整（包括編號），請參閱有關區議會選舉選區分界地圖及條目。

## 外部連結
- 十八鄉鄉事委員會
- 鄉議局十八鄉鄉事委員會主頁（页面存档备份，存于）
- 元朗區議會
- 元朗區分界圖（页面存档备份，存于）
- 元朗網站 Yuen Long Special（页面存档备份，存于）
- YL.hk-討論區
- 元朗遊記 The Incredible Journey of Yuen Long